# Río Gonini

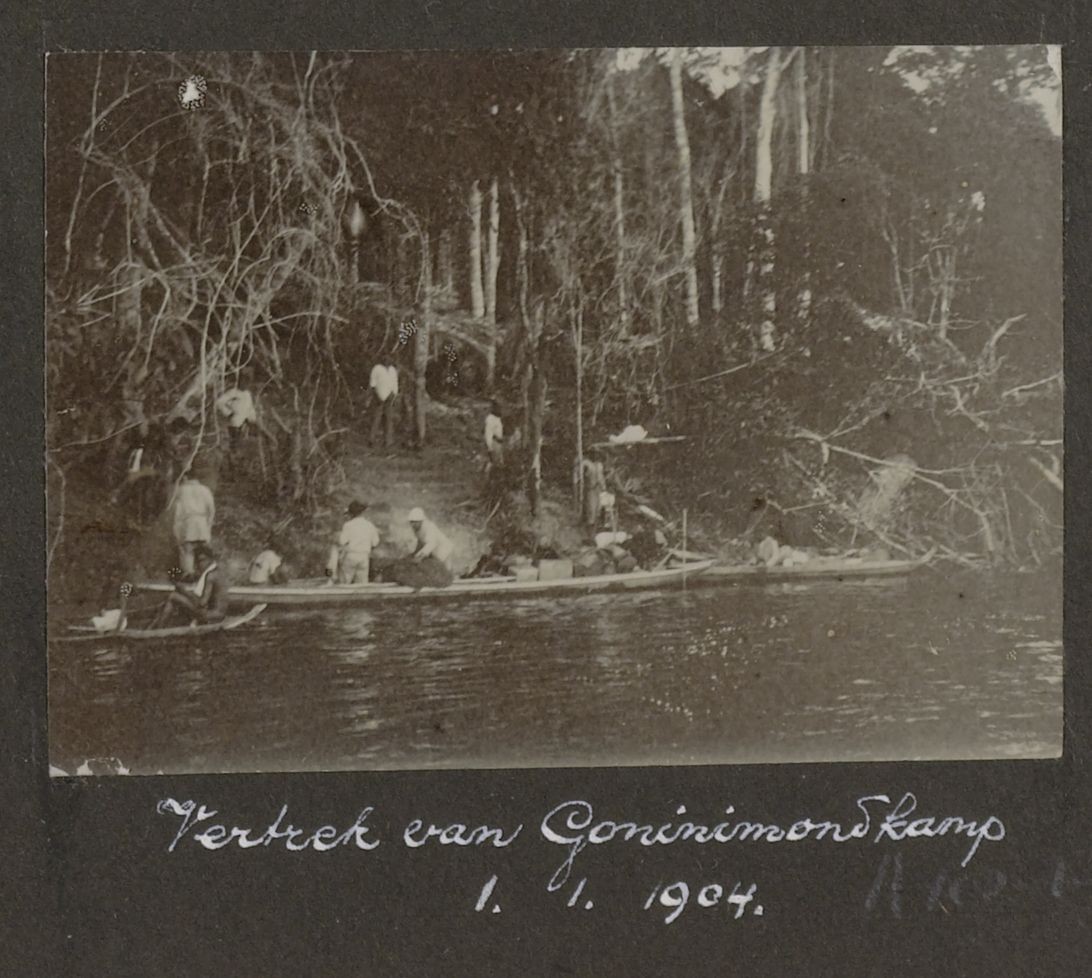
Expedición en el Rio Gonini, 1903-1904, Surinam.

El río Gonini es un pequeño río en Surinam. El Gonini posee numerosos meandros, islotes y rápidos. La naciente del río Gonini corresponde a la confluencia del río Emma y el río Wilhelmina. El río fluye por el distrito Sipaliwini en la jurisdicción del resort de Tapanahoni y fluye casi paralelo al río Tapanahoni que fluye en dirección norte. El río atraviesa a una zona muy poco poblada del bosque húmedo en la cual hay muy pocas villas. Finalmente el Gonini desemboca en el río Maroni. 
En 1903 A. Franssen Shepherd Schee realizó una expedición al Gonini relevando sus adyacencias. 